# Репец (Курская область)
Репец — село в Мантуровском районе Курской области, административный центр Репецкого сельсовета.

## История
Первое упоминание о селе относится к 1671 году. Дети боярские Оскольского уезда в 1648 году подали челобитную о выделении им земли в окрестностях будущего Репца: «в Ублинском стане из дикого поля за речкой за Стужнем, вверх по реке Осколу, за Ездочным чертежем, от дачи Савелия Рогожникова, по обе стороны Оскола, к Пузацкому лесу, а под дворовые места в устье Репенского колодезя, у того же Оскольского верховья». Получили они ее по отказной книге в начале 1649 года. Однако, не сразу построили здесь дворы и образовали населенный пункт, так как в окладных книгах церквей Оскольского уезда за 1653 год Репца еще нет. А в 1659 году часть из них снова подала челобитною о выделении им земли под дворы. Сам населенный пункт возник между 1658 и 1671 годами.

## Административно-территориальные образования
- со дня образования до конца XVII века — в составе Ублинского стана Старооскольского уезда Белгородского разряда;
- с конца XVII века до 1708 года — в составе Пузацкого стана Старооскольского уезда Белгородского разряда;
- с 1708 по 1719 годы — в составе Пузацкого стана Старооскольского уезда Киевской губернии;
- с 1719 по 1727 годы — в составе Пузацкого стана Старооскольского уезда Белгородской провинции;
- с 1727 по 1779 годы — в составе Пузацкого стана Старооскольского уезда Белгородской губернии;
- с 1779 по 1797 годы — в составе Тимского уезда Курского наместничества;
- с 1797 по 1802 годы — в составе Старооскольского уезда Курской губернии;
- с 1802 по 1924 годы — в составе Платавской волости, затем Репецкого сельского общества Рогозецкой волости Тимского уезда Курской губернии;
- с 1924 по 1928 годы — в составе Щигровского уезда Курской губернии;
- с 1928 по 1930 годы — в составе Тимского района Курского округа Центрально-Чернозёмной области;
- с 1930 по 1935 годы — в составе Тимского района Курской области;
- с 1935 по 1963 годы — в составе Ястребовского района Курской области;
- с 1963 по 1964 годы — в составе Щигровского района Курской области;
- с 1964 по 1977 годы — в составе Горшеченского района Курской области;
- с 15 июня 1977 годы — в составе Мантуровского района Курской области.